# Zeven Provinciën (1782)
De Zeven Provinciën was een linieschip van de Admiraliteit van het Noorderkwartier met 74 stukken geschut. Het schip had een lengte van 180 voet en een breedte van 48 voet met een holte van 22 voet. Het diende in 1793 als kostschip in Amsterdam, een jaar later werd het in Hoorn voor de sloop verkocht. Het schip is het vijfde schip dat is vernoemd naar de Zeven Provinciën die de Republiek der Zeven Verenigde Nederlanden vormden.